# Saint-Damien
Saint-Damien (Chiamato anche Saint-Damien-de-Brandon) è un comune canadese di 2 178 abitanti (2006) del Québec. Appartiene alla municipalità regionale di contea del Matawinie, nella regione del Lanaudière.

## Storia
Il comune venne fondato il 6 settembre 1870 con il toponimo originale di Saint-Damien-de-Brandon. Il motto comunale, presente sullo stemma, recita in latino "Per fidem ad Augusta", che tradotto significa pressappoco "Per la fede nelle Opere Magnifiche".

## Geografia fisica
Saint-Damien è situato al centro della regione del Lanaudière e vicino al comune di Saint-Gabriel-de-Brandon, a circa 100 chilometri a nord di Montréal, 270 ad ovest di Québec e circa 90 a sud della riserva del Taureau. La strada principale del paese è "Rue Principale", ed esso è servito dalla strada statale Québec Route 370, che si allaccia a sud con l'autostrada Toronto-Montréal-Québec.
I comuni confinanti con Saint-Damien sono, partendo da nord-ovest e procedendo in senso orario, Saint-Zéon (Nord-Ovest), Mandeville (Nord-Est, nella contea di D'Autray), Saint-Gabriel-de-Brandon (Sud-Est, nella contea di D'Autray), Saint-Jean-de-Matha (Sud) e Sainte-Émélie-de-l'Énergie (Ovest).